# Praehelichus solskyi
Praehelichus solskyi är en skalbaggsart som först beskrevs av Zaitzev 1908.  Praehelichus solskyi ingår i släktet Praehelichus och familjen öronbaggar. Inga underarter finns listade i Catalogue of Life.